# 피루브산
피루브산(영어: pyruvic acid)은 카복실산과 케톤 작용기를 가진 가장 단순한 알파 케토산이며, 화학식은 CH3COCOOH이다. 짝염기인 피루브산염(pyruvate, CH3COCOO−)은 여러 대사 경로에서 핵심적인 중간생성물이다.
피루브산은 해당과정을 통해 포도당으로부터 생성될 수 있으며, 포도당신생합성을 통해 다시 탄수화물(예: 포도당)로 다시 전환되거나, 아세틸-CoA와의 반응을 통해 지방산으로 전환될 수도 있다. 또한 피루브산은 아미노산인 알라닌을 만드는데 사용될 수 있고 발효를 통해 에탄올 또는 젖산으로 전환될 수도 있다.
피루브산은 산소가 존재할 때 시트르산 회로와 산화적 인산화를 통해 세포에 에너지를 공급하고, 산소가 결핍되면 젖산 발효나 에탄올 발효를 한다.

## 화학
1834년에 테오필 질 펠루즈는 타타르산(L-타타르산)과 라세미산(D- 및 L-타타르산의 혼합물)을 모두 증류하여 피로타타르산(메틸 석신산)을 분리하였고, 다음 해에 옌스 야코브 베르셀리우스가 이를 특징짓고 피루브산이라고 명명한 또 다른 산을 분리했다. 피루브산은 아세트산과 비슷한 냄새가 나는 무색의 액체이며 물과 섞일 수 있다. 실험실에서 피루브산은 타타르산과 황산 수소 칼륨의 혼합물을 가열하거나, 강력한 산화제(예: 과망간산 칼륨 또는 표백제)에 의한 프로필렌 글리콜의 산화 또는 아세틸 사이안화물의 가수분해 또는 아세틸 염화물과 사이안화 칼륨의 반응에 의해 제조될 수 있다.
CH3COCl + KCN → CH3COCN + KCl
CH3COCN → CH3COCOOH

## 생화학
피루브산은 생화학에서 중요한 화합물이다. 피루브산은 해당과정으로 알려진 포도당의 대사 산물이다. 세포질 내에서 1분자의 포도당은 2분자의 피루브산으로 분해되며, 이렇게 분해된 피루브산은 세포내 소기관인 미토콘드리아에서 다음의 두 가지 방법 중 하나를 사용하여 추가적인 에너지를 공급한다. 피루브산은 시트르산 회로(또는 트라이카복실산(TCA) 회로 또는 크렙스 회로)로 알려진 일련의 반응들에 대한 주된 시작 기질인 아세틸-CoA로 전환된다. 또한 피루브산은 보충대사 반응에 의해 옥살아세트산으로 전환되며, 이는 시트르산 회로의 중간생성물을 보충한다. 옥살아세트산은 포도당신생합성에서도 사용된다. 이러한 반응들은 1953년에 노벨 생리학·의학상을 수상한 생화학자 핸스 애돌프 크레브스가 프리츠 리프먼과 공동으로 대사 과정에 대한 연구를 통해 밝혀낸 것이다. 이 회로는 시트르산 회로 또는 트라이카복실산(TCA) 회로라고도 알려져 있는데 이는 시트르산이 반응 중에 형성되는 최초의 생성물이기 때문이다.
산소가 결핍되면 산은 혐기적으로 분해되어 동물에서는 젖산을 생성하고, 식물과 미생물(그리고 잉어)에서는 에탄올을 생성한다. 해당과정에서 생성된 피루브산은 젖산 발효에서 젖산 탈수소효소에 의해 젖산으로 전환되거나 알코올 발효에서 피루브산 탈카복실화효소에 의해 아세트알데하이드로 전환된 다음 알코올 탈수소효소에 의해 에탄올로 전환된다.
피루브산은 대사 경로의 네트워크에서 주요 교차점이다. 피루브산은 포도당신생합성을 통해 탄수화물로 전환될 수 있으며, 지방산 또는 아미노산인 알라닌 또는 에탄올로 전환되거나, 아세틸-CoA를 통해 이산화 탄소와 물로 분해되는 과정에서 에너지를 생성할 수도 있다. 따라서 피루브산은 여러 가지 주요 대사 경로들이 통합되는 지점이다.

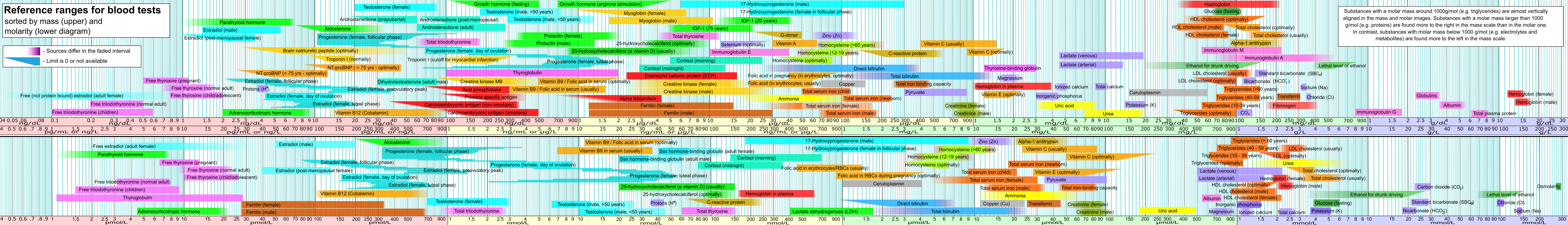
혈액 검사의 참고 기준치. 혈액 성분에서 피루브산(중간에 보라색으로 표시)과 다른 성분들의 비교.

### 해당과정에 의한 피루브산의 생성
해당과정에서 포스포엔올피루브산(PEP)은 피루브산 키네이스에 의해 피루브산으로 전환된다. 이 반응은 강력한 발열 반응이며, 비가역적인 반응이다. 포도당신생합성에서는 피루브산 카복실화효소와 포스포엔올피루브산 카복시키네이스에 의해 피루브산이 옥살아세트산을 거쳐 포스포엔올피루브산으로 전환된다.

### 아세틸-CoA로의 탈카복실화
피루브산 탈수소효소 복합체에 의한 피루브산의 산화적 탈카복실화로 피루브산이 아세틸-CoA로 전환된다.

### 옥살아세트산으로의 카복실화
피루브산 카복실화효소에 의해 피루브산이 옥살아세트산으로 전환된다.

### 알라닌으로의 아미노기 전이반응
알라닌 아미노기전이효소에 의해 피루브산이 알라닌으로 전환된다.

### 젖산으로의 환원
젖산 탈수소효소에 의해 피루브산은 환원되어 젖산으로 전환된다.

## 용도
피루브산은 체중 감량 보충제로 판매되지만, 이러한 사용을 뒷받침하는 증거는 부족하다. 임상 시험을 체계적으로 검토한 결과 위약(플라시보)와 비교하여 피루브산이 체중과 통계적으로 유의미한 상관관계를 보였다. 그러나 모든 임상시험은 방법론적인 약점이 있으며, 그 효과의 크기도 작았다. 또한 이 논문은 설사, 부기(bloating), 가스 및 저밀도 지질단백질(LDL) 콜레스테롤의 증가와 같은 피루브산과 관련된 이상 반응을 확인했다. 저자들은 체중 감량을 위해 피루브산의 사용을 뒷받침하는 증거가 불충분하다고 결론지었다.
또한 피루브산이 NADH 생성 자극에 의해 대사를 향상시키고 심장 기능을 증진시킨다는 생체 외(in vitro) 및 심장에서의 생체 내(in vivo) 증거가 있다.

## 같이 보기
- 포스포엔올피루브산

## 참고 문헌
- Cody, G. D.; Boctor, N. Z.; Filley, T. R.; Hazen, R. M.; Scott, J. H.; Sharma, A.; Yoder, H. S., Jr (2000). “Primordial Carbonylated Iron-Sulfur Compounds and the Synthesis of Pyruvate”. 《Science》 289 (5483): 1337–1340. Bibcode:2000Sci...289.1337C. doi:10.1126/science.289.5483.1337. PMID 10958777.